# All of Us Strangers
All of Us Strangers (en Hispanoamérica, Todos somos extraños y, en España, Desconocidos) es una película británica de fantasía romántica de 2023 escrita y dirigida por Andrew Haigh y basada en la novela Strangers de 1987 de Taichi Yamada. La película está protagonizada por Andrew Scott, Paul Mescal, Jamie Bell y Claire Foy. Es la segunda adaptación cinematográfica de la novela, después de la película japonesa de 1988 Ijintachi to no Natsu dirigida por Nobuhiko Obayashi.
All of Us Strangers se estrenó en el 50.º Festival de Cine de Telluride el 31 de agosto de 2023 y está previsto que Searchlight Pictures la estrene en el Reino Unido el 26 de enero de 2024. Recibió elogios de la crítica y la National Board of Review la nombró una de las 10 mejores películas independientes de 2023.En España se estrenó el 23 de febrero del 2024.

## Sinopsis
Tras un encuentro con su vecino, un guionista se ve arrastrado a la casa de su infancia, donde descubre que sus padres, muertos hace mucho tiempo, viven y parecen tener la misma edad que el día en que murieron.

## Reparto
- Andrew Scott como Adam
- Paul Mescal como Harry
- Claire Foy como la madre de Adam
- Jamie Bell como el padre de Adam

## Producción
Graham Broadbent y Sarah Harvey de Blueprint Pictures le presentaron a Haigh por primera vez el proyecto de la adaptación de la novela Strangers de Taichi Yamada en junio de 2017. Más tarde ese año, Haigh y Film4 Productions se unieron. Haigh describió su adaptación de la novela como "un proceso largo y a veces doloroso". Dijo: "Quería analizar mi propio pasado como lo hace Adam en la película. Estaba interesado en explorar las complejidades del amor familiar y romántico, pero también la experiencia distintiva de una generación específica de personas homosexuales que crecieron en el Años 80. Quería alejarme de la tradicional historia de fantasmas de la novela y encontrar algo más psicológico, casi metafísico."
El 30 de junio de 2022 se anunció la película, entonces conocida como Strangers, y el reparto principal. La trama anunciada fue breve y vagamente redactada. El rodaje estaba en curso en el Reino Unido cuando se hizo el anuncio. La casa de la infancia de Haigh sirvió como lugar de rodaje de la casa en la que Adam encuentra a sus padres. Las secuencias del club nocturno se rodaron en el Royal Vauxhall Tavern.

## Estreno
La película se estrenó en la edición 50.º del Festival de Cine de Telluride el 31 de agosto de 2023 y se proyectó en el Festival de Cine de Nueva York de 2023 el 1 de octubre de 2023. También llegó a la competición principal del 68.º Festival Internacional de Cine de Valladolid. Además, el Festival Internacional de Cine de Cork eligió la película como su película de gala internacional, el 19 de noviembre de 2023. La proyección se llevó a cabo en el Everyman Theatre con el cine lleno. El Festival Internacional de Cine QCinema acogió tres proyecciones de la película los días 19, 20 y 24 de noviembre de 2023.
En cines de Estados Unidos, tuvo un estreno limitado el 22 de diciembre de 2023 y se lanzó en el Reino Unido el 26 de enero de 2024.

## Premios y nominaciones
| Premio                                                      | Fecha                   | Categoría                              | Nominado                                                     | Resultado  | Ref.   |
| ----------------------------------------------------------- | ----------------------- | -------------------------------------- | ------------------------------------------------------------ | ---------- | ------ |
| Festival Internacional de Cine de Chicago                   | 22 de octubre de 2023   | Gold Q-Hugo                            | All of Us Strangers                                          | Nominada   | [ 12 ] |
| Semana Internacional de Cine de Valladolid                  | 28 de octubre de 2023   | Golden Spike                           | All of Us Strangers                                          | Nominada   | [ 13 ] |
| Semana Internacional de Cine de Valladolid                  | 28 de octubre de 2023   | Rainbow Spike                          | All of Us Strangers                                          | Ganadora   | [ 14 ] |
| Montclair Film Festival                                     | 29 de octubre de 2023   | Premio especial del jurado             | Andrew Haigh                                                 | Ganador    | [ 15 ] |
| Camerimage                                                  | 18 de noviembre de 2023 | Golden Frog                            | Jamie D. Ramsay                                              | Nominado   | [ 16 ] |
| Premios Gotham                                              | 27 de noviembre de 2023 | Mejor película internacional           | All of Us Strangers                                          | Nominada   | [ 17 ] |
| Premios Gotham                                              | 27 de noviembre de 2023 | Mejor guion                            | Andrew Haigh                                                 | Nominado   | [ 17 ] |
| Premios Gotham                                              | 27 de noviembre de 2023 | Mejor actuación protagonista           | Andrew Scott                                                 | Nominado   | [ 17 ] |
| Premios Gotham                                              | 27 de noviembre de 2023 | Mejor actuación de reparto             | Claire Foy                                                   | Nominada   | [ 17 ] |
| Premios del Cine Independiente Británico                    | 3 de diciembre de 2023  | Mejor fotografía                       | Jamie D. Ramsay                                              | Ganador    | [ 18 ] |
| Premios del Cine Independiente Británico                    | 3 de diciembre de 2023  | Mejor montaje                          | Jonathan Alberts                                             | Ganador    | [ 18 ] |
| Premios del Cine Independiente Británico                    | 3 de diciembre de 2023  | Mejor supervisión musical              | Connie Farr                                                  | Ganador    | [ 18 ] |
| Premios del Cine Independiente Británico                    | 3 de diciembre de 2023  | Mejor casting                          | Kahleen Crawford                                             | Nominada   | [ 18 ] |
| Premios del Cine Independiente Británico                    | 3 de diciembre de 2023  | Mejor maquillaje y peinado             | Zoe Clare Brown                                              | Nominada   | [ 18 ] |
| Premios del Cine Independiente Británico                    | 3 de diciembre de 2023  | Mejor diseño de producción             | Sarah Finlay                                                 | Nominada   | [ 18 ] |
| Premios del Cine Independiente Británico                    | 3 de diciembre de 2023  | Mejor sonido                           | Joakim Sundström, Per Bostrom y Stevie Haywood               | Nominada   | [ 18 ] |
| Premios del Cine Independiente Británico                    | 3 de diciembre de 2023  | Mejor película Independiente Británica | Andrew Haigh, Graham Broadbent, Peter Czernin y Sarah Harvey | Ganadores  | [ 18 ] |
| Premios del Cine Independiente Británico                    | 3 de diciembre de 2023  | Mejor director                         | Andrew Haigh                                                 | Ganador    | [ 18 ] |
| Premios del Cine Independiente Británico                    | 3 de diciembre de 2023  | Mejor actuación protagonista           | Andrew Scott                                                 | Nominado   | [ 18 ] |
| Premios del Cine Independiente Británico                    | 3 de diciembre de 2023  | Mejor actuación de reparto             | Jamie Bell                                                   | Nominada   | [ 18 ] |
| Premios del Cine Independiente Británico                    | 3 de diciembre de 2023  | Mejor actuación de reparto             | Claire Foy                                                   | Nominada   | [ 18 ] |
| Premios del Cine Independiente Británico                    | 3 de diciembre de 2023  | Mejor actuación de reparto             | Paul Mescal                                                  | Ganador    | [ 18 ] |
| Premios del Cine Independiente Británico                    | 3 de diciembre de 2023  | Mejor guion                            | Andrew Haigh                                                 | Ganador    | [ 18 ] |
| National Board of Review                                    | 6 de diciembre de 2023  | Top 10 Películas independientes        | All of Us Strangers                                          | Ganadora   |        |
| Premios de la Asociación de Críticos de Cine de Los Ángeles | 10 de diciembre de 2023 | Mejor actuación protagonista           | Andrew Scott                                                 | Subcampeón | [ 19 ] |
| Premios de la Asociación de Críticos de Cine de Los Ángeles | 10 de diciembre de 2023 | Mejor guion                            | Andrew Haigh                                                 | Ganador    | [ 19 ] |
| Premios de la Asociación de Críticos de Cine de Los Ángeles | 10 de diciembre de 2023 | Mejor montaje                          | Jonathan Alberts                                             | Subcampeón | [ 19 ] |
| Premios de la Asociación de Críticos de Cine de Chicago     | 12 de diciembre de 2023 | Mejor actor                            | Andrew Scott                                                 | Nominado   | [ 20 ] |
| Florida Film Critics Circle Awards                          | 21 de diciembre de 2023 | Mejor actor                            | Andrew Scott                                                 | Pendiente  | [ 21 ] |
| Premios Globo de Oro                                        | 7 de enero de 2024      | Mejor actor - Drama                    | Andrew Scott                                                 | Nominado   | [ 22 ] |
| Premios de la Sociedad Internacional de Cinéfilos           | 10 de febrero de 2024   | Mejor película                         | Todos somos extraños                                         | Nominado   | [ 23 ] |
| Premios de la Sociedad Internacional de Cinéfilos           | 10 de febrero de 2024   | Mejor director                         | Andrew Haigh                                                 | Nominado   | [ 23 ] |
| Premios de la Sociedad Internacional de Cinéfilos           | 10 de febrero de 2024   | Mejor actor                            | Andrew Scott                                                 | Ganador    | [ 23 ] |
| Premios de la Sociedad Internacional de Cinéfilos           | 10 de febrero de 2024   | Mejor actor de reparto                 | Jamie Bell                                                   | Ganador    | [ 23 ] |
| Premios de la Sociedad Internacional de Cinéfilos           | 10 de febrero de 2024   | Mejor actriz de reparto                | Claire Foy                                                   | Nominado   | [ 23 ] |
| Premios de la Sociedad Internacional de Cinéfilos           | 10 de febrero de 2024   | Mejor reparto                          | Todos somos extraños                                         | Ganador    | [ 23 ] |
| Premios de la Sociedad Internacional de Cinéfilos           | 10 de febrero de 2024   | Mejor guion adaptado                   | Andrew Haigh                                                 | Ganador    | [ 23 ] |
| Premios de la Sociedad Internacional de Cinéfilos           | 10 de febrero de 2024   | Mejor fotografía                       | Jamie Ramsay                                                 | Nominado   | [ 23 ] |
| Premios de la Sociedad Internacional de Cinéfilos           | 10 de febrero de 2024   | Mejor edición                          | Jonathan Alberts                                             | Nominado   | [ 23 ] |
| Premios de la Sociedad Internacional de Cinéfilos           | 10 de febrero de 2024   | Mejor diseño de sonido                 | Joakim Sundström                                             | Nominado   | [ 23 ] |
| Premios BAFTA                                               | 18 de febrero de 2024   | Mejor actriz de reparto                | Claire Foy                                                   | Nominada   | [ 24 ] |
| Premios BAFTA                                               | 18 de febrero de 2024   | Mejor actor de reparto                 | Paul Mescal                                                  | Nominado   | [ 24 ] |
| Premios BAFTA                                               | 18 de febrero de 2024   | Mejor guion adaptado                   | Andrew Haigh                                                 | Nominado   | [ 24 ] |
| Premios BAFTA                                               | 18 de febrero de 2024   | Mejor película británica               | Desconocidos                                                 | Nominada   | [ 24 ] |
| Premios BAFTA                                               | 18 de febrero de 2024   | Mejor director                         | Andrew Haigh                                                 | Nominado   | [ 24 ] |
| Premios BAFTA                                               | 18 de febrero de 2024   | Mejor casting                          | Desconocidos                                                 | Nominado   | [ 24 ] |
| Premios Independent Spirit                                  | 25 de febrero de 2024   | Mejor película                         | Graham Broadbent, Pete Czernin, Sarah Harvey                 | Nominada   | [ 25 ] |
| Premios Independent Spirit                                  | 25 de febrero de 2024   | Mejor director                         | Andrew Haigh                                                 | Nominado   | [ 25 ] |
| Premios Independent Spirit                                  | 25 de febrero de 2024   | Mejor actuación protagonista           | Andrew Scott                                                 | Nominado   | [ 25 ] |
| Premios Satellite                                           | 3 de marzo de 2024      | Mejor actor en una película dramática  | Andrew Scott                                                 | Nominado   | [ 26 ] |
| Premios Satellite                                           | 3 de marzo de 2024      | Mejor guion adaptado                   | Andrew Haigh y Taichi Yamada                                 | Nominado   | [ 26 ] |
| Premios GLAAD                                               | 14 de marzo de 2024     | Mejor película - Estreno Nacional      | Graham Broadbent, Pete Czernin, Sarah Harvey                 | Nominado   | [ 27 ] |